# Aristolochia panamensis
Aristolochia panamensis là một loài thực vật có hoa trong họ Aristolochiaceae. Loài này được Standl. mô tả khoa học đầu tiên năm 1925.